# Viktor Hoffiller

Viktor Hoffiller (Vinkovci, 19. veljače 1877. – Zagreb, 17. siječnja 1954.) bio je hrvatski arheolog. 

## Životopis
Završio je gimnaziju u Vinkovcima 1895. godine. Od sljededće godine studirao je klasičnu filologiju, arheologiju i povijest starog vijeka u Zagrebu. Nakon toga studij nastavlja u Beču. Od 1898. bio je asistent Maloazijskog i balkanskog odjela Austrijskog arheološkog instituta u Beču. Tamo je doktorirao 1900. tezom „Untersuchungen zum sogenannten Thrakischen Reiter”.
Zatim je radio kao asistent Arheološko-epigrafskog seminara te krajem 1901. odlazi na mjesto kustosa u Arheološki odjel Narodnoga zemaljskog muzeja u Zagrebu. Habilitirao se 1914. tezom „Oprema rimskog vojnika u prvo doba carstva”. Nakon toga je postao privatni docent na zagrebačkom Sveučilištu. Predavao je od 1920. arheologiju na Višoj pedagoškoj školi, a od 1924. redoviti je sveučilišni profesor staroklasične arheologije i ravnateljem Arheološko-historijskoga narodnog muzeja. Priredio je veliku kulturno-povijesnu izložbu u povodu 1000. obljetnice hrvatskoga kraljevstva.
Kao ravnatelj muzeja i sveučilišni profesor umirovljen je 1943. godine. Razlog umirovljenja j bio jer je generalu Glaiseu von Horstenauu izjavio kako će Njemačka ubrzo izgubiti rat te zbog protivljenja da se pruski stijeg i šah Fridrika II. Velikog iz muzejskog fundusa predaju Njemačkoj. Godine 1945. vraćen je na obje prethodne službe gdje ostaje do umirovljenja 1951. godine.
Bio je član Hrvatskog arheološkog društva, Hrvatskoga starinarskog društva u Kninu, Hrvatskoga numizmatičkog društva, Rumunjskog arheološkog društva, Austrijskog arheološkog društva i Arheološkog instituta Römisch-Germanische Kommission. Također je bio dopisni član JAZU. U Družbi »Braća hrvatskoga zmaja« imao je naslov Zmaj Kanovečki.

## Počasti
- Zbornik Serta Hoffilleriana i medalja Ive Kerdića u povodu njegovog 60. rođendana.[1]

### Članci
- Mirnik, Ivan. 2002. Hoffiller, Viktor. Hrvatski biografski leksikon. Zagreb.  journal zahtijeva |journal= (pomoć)